# Hawker Tempest
Hawker Tempest – brytyjski samolot myśliwski i szturmowy, zaprojektowany i zbudowany w 1942 roku w wytwórni Hawker Aircraft.

## Historia powstania
Konstruktor wytwórni Hawker Aircraft Limited inż. Sydney Camm po wprowadzeniu do produkcji seryjnej samolotu Hawker Typhoon, już od marca 1940 r. podjął dalsze prace konstrukcyjne nad tym samolotem, zwłaszcza nad poprawą jego osiągów i właściwości na dużych wysokościach. Ponieważ główną przyczyną problemów w Typhoonie był wąski i długi płat, wśród studiów pojawił się projekt nowego – o cieńszym profilu i obrysie eliptycznym, ale o profilu laminarnym. Skrzydło było też szersze, a ponieważ uzbrojenie stanowiły 4 działka Hispano-Suiza kal. 20 mm o długiej lufie umieszczone w skrzydłach, udało się je cofnąć i umieścić w płacie głębiej. Chłodnicę dla silnika Sabre IV postanowiono zamontować w krawędzi natarcia płata od strony kadłuba, likwidując tym samym charakterystyczną „brodę” z Typhoona mieszczącą tę chłodnicę. Poprawiło to też aerodynamikę i opór stawiany przez chłodnicę o ok. 2/3 oraz wymusiło przeniesienie stąd zbiorników paliwa do przedniej krawędzi skrzydła bardziej na zewnątrz. Jednocześnie zbiorniki uległy zmniejszeniu, ponieważ płat był cieńszy niż w Typhoonie; wydłużono więc o 53 cm kadłub, przesuwając silnik do przodu, i przed kabiną umieszczono kolejny zbiornik paliwa, aby nie uległ zmniejszeniu zasięg samolotu. Zastosowano też inny kształt płetwy grzbietowej i wydłużono ogon samolotu. Nowy, cieńszy płat wymagał również przeprojektowania podwozia głównego. Projekt był gotowy w październiku 1941 roku. Miesiąc później Ministerstwo Lotnictwa wydało specyfikację F10/41 i zamówiło 2 prototypy. Projekt początkowo oznaczono jako Typhoon Mark II, ale w dniu 28 lutego 1942 roku zmieniono nazwę samolotu i jako nowa konstrukcja otrzymał nazwę Hawker Tempest.

## Rozwój konstrukcji
Samolot ten zamierzano produkować w kilku wersjach (stąd też zamówiono odpowiednio prototypy dla każdej z wersji, oprócz Mk VI, której plany powstały później):
- Mk I – z silnikiem rzędowym Napier Sabre IV o mocy 2500 KM (1840 kW) i chłodnicami w skrzydłach
- Mk II – z silnikiem gwiazdowym Bristol Centaurus V o mocy 2520 KM (1855 kW)
- Mk III – z silnikiem rzędowym Rolls-Royce Griffon IIB
- Mk IV – z silnikiem rzędowym Rolls-Royce Griffon 61
- Mk V – z silnikiem rzędowym Napier Sabre IIA lub IIB
- Mk VI – przerobiona wersja Mk V przystosowana do służby w krajach tropikalnych, napędzana silnikiem Napier Sabre V o mocy 2340 KM (1722 kW), z wlotem powietrza do chłodnicy w skrzydłach.

Pierwszy prototyp (prototyp wersji Mk V) oblatano w dniu 2 września 1942 roku.
Dla przyśpieszenia prac był on przerobiony z seryjnego samolotu myśliwskiego Hawker Typhoon (z jego osłoną kabiny, drzwiami do kabiny typu samochodowego i silnikiem Sabre II oraz ogonem). Szybko jednak wymieniono osłonę kabiny na kroplową i ogon na docelowy, cieńszy, zgodny z projektem. Choć prototyp ten zachowywał się w powietrzu doskonale, wykazywał problemy ze stabilnością, co poskutkowało zmianą na cieńsze, ale o większej rozpiętości usterzenie poziome.
Jeszcze w sierpniu 1942 roku Ministerstwo lotnictwa zamówiło 400 sztuk Tempestów z silnikiem Sabre IV, ale rozwój tego silnika napotykał problemy. Pierwszy prototyp z nim oblatano dopiero 24 lutego 1943, oznaczony jako Hawker Tempest Mk I (opóźnienie nastąpiło głównie ze względu na problemy z dopracowaniem chłodnic w krawędziach natarcia skrzydła). Również on miał początkowo osłonę kabiny i ogon identyczne jak w Typhoonie. Model ten podczas prób osiągnął prędkość maksymalną 746 km/h na wysokości 7500 m. Okazało się jednocześnie, że redukcja „brody” z chłodnicami nie wpłynęła na istotną poprawę osiągów i w pozostałych wersjach zrezygnowano z tego rozwiązania. Ponieważ silnik Sabre IV był nadal niedopracowany, nie zbudowano już kolejnego egzemplarza wersji Mk I, a do produkcji seryjnej skierowano Mk V z silnikiem Sabre II.
Seryjny samolot Hawker Tempest Mk V został wyprodukowany w wytwórni Hawker w Langley i oblatany 21 czerwca 1943 roku. Charakteryzował się silnym uzbrojeniem (podobnie jak Hawker Typhoon) złożonym z 4 działek 20 mm, był za to nieco szybszy i zwrotniejszy od niego. Do sierpnia 1945 ogółem wytworzono 805 samolotów tej wersji. Pierwszych 100 egzemplarzy miało jeszcze działka o długiej lufie wystające poza krawędź skrzydła. Połączenie kadłuba z ogonem wzmocniono płytami podobnymi do łusek ryby, przez co ogona nie można było odłączyć od kadłuba, i oznaczono je jako Tempest V Series 1. Pozostałe Mk V (oznaczone Tempest V Series 2) wyposażono w niewystające poza płat działka o skróconej lufie i w dodatkowe zbiorniki z paliwem.

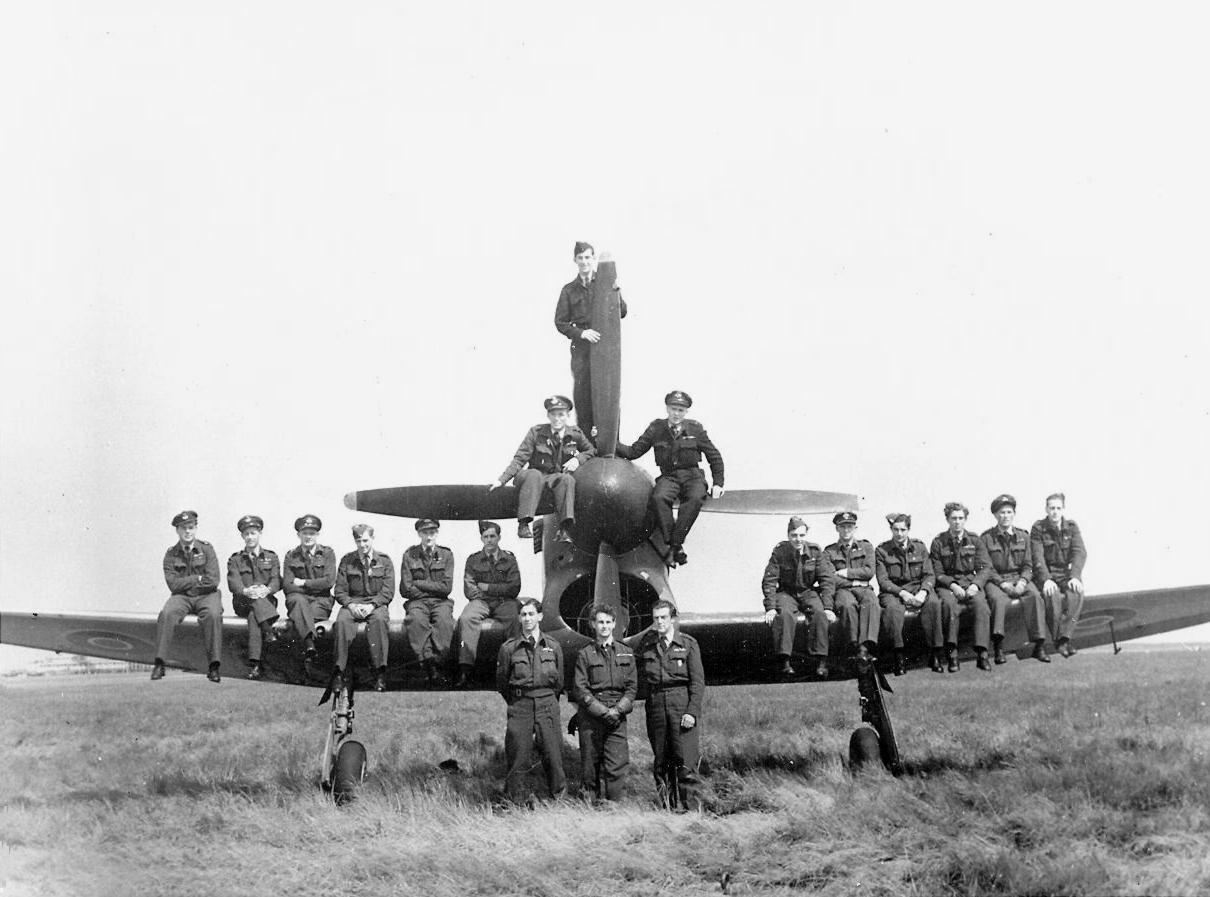
Piloci z 486 Dywizjonu RNZAF z Tempestem w Danii (marzec-lipiec 1945)

Wersja Mk II miała być początkowo napędzana silnikiem rzędowym Napier Sabre IVA o mocy 2250 KM. Sydney Camm uważał jednak za korzystniejsze zastosowanie silnika gwiazdowego i (wykorzystując rozwiązania z FW190 dotyczące chłodzenia instalacji olejowej oraz odprowadzania spalin), postanowiono zastosować Bristol Centaurus. 28 czerwca 1943 oblatano z tym silnikiem prototyp samolotu Hawker Tempest Mk II. Wskutek tego zmianie uległ przód kadłuba przystosowany do pomieszczenia silnika Bristol Centaurus IV o innym kształcie i większej średnicy od rzędowego Napier Sabre. Próby wykazały doskonałe właściwości, jedynym poważnym problemem były wibracje, które szybko wyeliminowano stosując 6 gumowych podkładek. Ponieważ wersja ta stwarzała większe możliwości niż wersje z silnikiem Sabre, zamówiono 500 egzemplarzy, ale zakłady Gloster były wówczas (1942-1943) zaangażowane w produkcję Typhoona oraz rozwój samolotu odrzutowego Meteor, nie będąc w stanie podjąć produkcji. Wersję skierowano do produkcji seryjnej w zakładach Bristol, ale nim ją tam podjęto, z kolei przeniesiono ją do samych zakładów Hawkera. Wszystko to spowodowało opóźnienia produkcyjne. Od 4 października 1944 do 8 czerwca 1946 wykonano 450 samoloty tej wersji z silnikiem Centaurus V (w tym 136 w czystej wersji Mk II, a 316 jako Tempest FB.IIs – samolot myśliwsko-bombowy o wzmocnionej konstrukcji skrzydła). Tempest Mk II nigdy nie wziął udziału w walkach II wojny światowej.
Zrezygnowano natomiast z produkcji seryjnej samolotów Hawker Tempest Mk III i Mk IV. Obie wersje miały być napędzane silnikiem Rolls-Royce Griffon. Budowę prototypu wersji Mk IV odwołano w lutym 1943 roku; wersji Mk III zbudowano jeden prototyp. Napęd stanowił silnik Griffon 85 i próby z nim przeprowadzono w sierpniu 1944 jako „lekkiego” myśliwca. Potem zabudowano na nim silnik Napier Sabre VIII o mocy 3000 KM, z którym samolot osiągnął prędkość aż 777 km/h; dalej rozwijano go w ramach projektu Hawker Fury.
Ostatnią produkowaną seryjnie wersją była Mk VI, a pierwszy jej egzemplarz oblatano 9 maja 1944 r.; do końca 1945 zbudowano tylko 142 samoloty tej wersji (mimo zamówienia na kilkaset sztuk). Maszyna bazowała na płatowcu wersji Mk V, ale napęd stanowił silnik Sabre V o mocy 1745 kW (2,340 KM). W związku z tym przeniesiono do nasady skrzydeł przy kadłubie chwyty powietrza do chłodnic oleju oraz gaźnika, pozostawiając całe miejsce w „brodzie” pod silnikiem dla chłodnicy silnika. Wymogła to też konieczność dostosowania tej wersji do działań na Środkowym Wschodzie w temperaturach znacznie wyższych niż europejskie.
Wersje samolotu Hawker Tempest produkowane seryjnie:
- F Mk II – wersja z silnikiem gwiazdowym Bristol Centaurus V o mocy 2520 KM (1855 kW). Produkowana w latach 1943–1946.
- F Mk V – wersja z silnikiem rzędowym Napier Sabre IIA o mocy 2180 KM (1604 kW) lub Napier Sabre IIB o mocy 2200 KM (1619 kW). Produkowana w latach 1943–1945.
- F Mk VI – wersja z silnikiem Napier Sabre V o mocy 2340 KM (1722 kW), przystosowana do lotów w strefie tropikalnej. Produkowana w latach 1944–1945.

Łącznie w latach 1943–1946 wyprodukowano 1397 samolotów Hawker Tempest wszystkich wersji.

## Użycie w lotnictwie

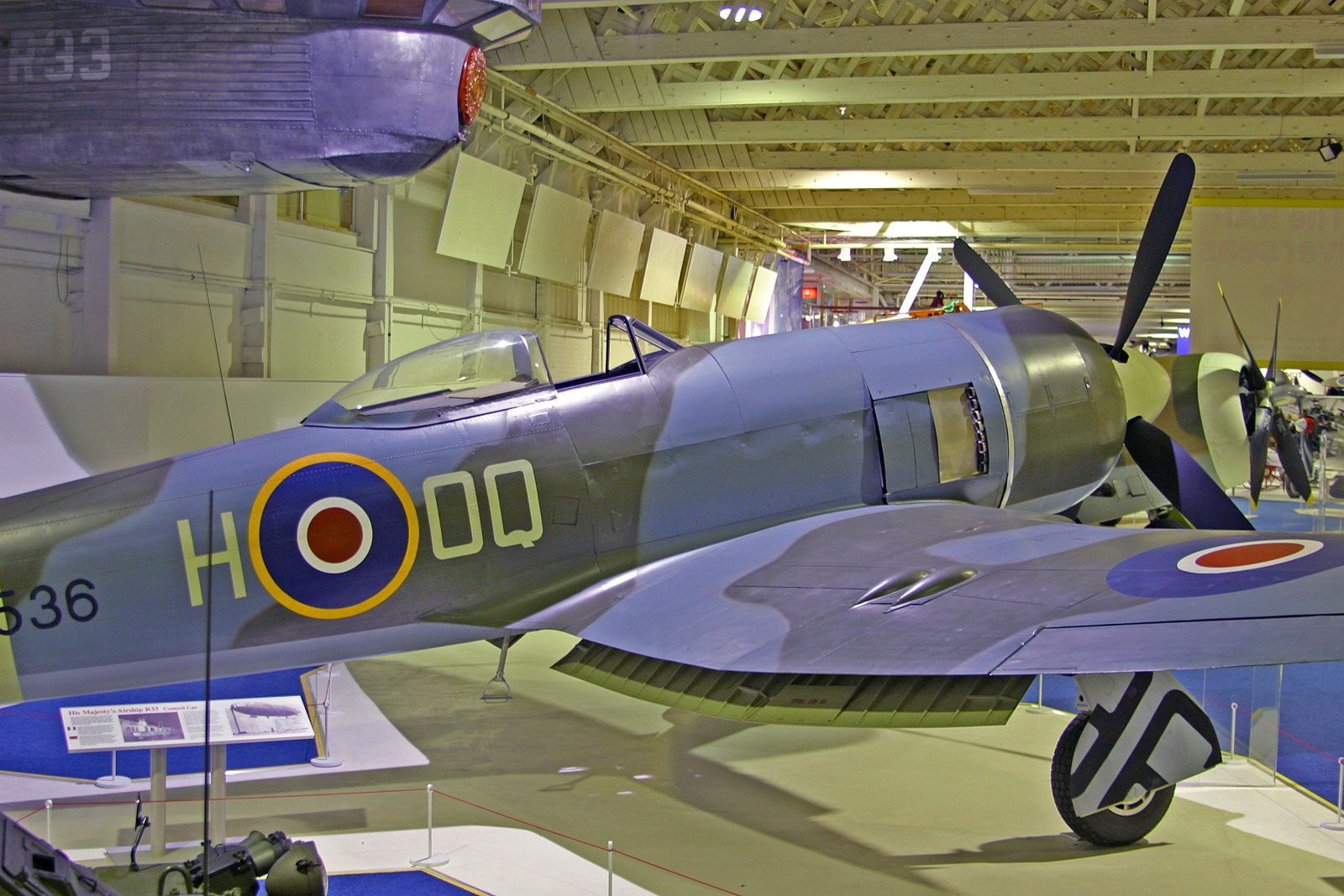
Samolot Hawker Tempest w muzeum RAF w Hendon

W II wojnie światowej używano tylko samolotów Hawker Tempest Mk V. Wprowadzono je do służby w dywizjonach myśliwskich RAF 3 i 486, a od lipca 1944 roku w dywizjonie 56. W jego składzie latali bojowo polscy piloci, wykonując głównie loty szturmowe oraz zwalczając niemieckie bomby latające Fieseler Fi-103 (V-1). Na maszynie tej walczył również m.in. Pierre Clostermann, francuski as myśliwski II wojny światowej.
Pozostałe wersje seryjne samolotów – Hawker Tempest Mk II i Mk VI, weszły do służby już po zakończeniu wojny. W lotnictwie brytyjskim używane były do 1951 roku. Poza nim tych używało lotnictwo Indii, a także Pakistanu (do 1953).

## Opis konstrukcji
Samolot Hawker Tempest Mk V był jednomiejscowym samolotem myśliwskim, dolnopłatem o konstrukcji półskorupowej metalowej. Podwozie klasyczne – wciągane w locie. Napęd: 1 silnik rzędowy, śmigło metalowe czterołopatowe